# آرارات مالخاسیان
آرارات تسولاکی مالخاسیان (ارمنی: Արարատ Ցոլակի Մալխասյան؛ زادهٔ ۲۹ مارس ۱۹۴۸) یک شیمی‌دان و سیاستمدار اهل ارمنستان است که از تاریخ ۲۰۰۳ تا تاریخ ۲۰۰۷ سمت نمایندگی دوره سوم مجلس ملی جمهوری ارمنستان را برعهده داشت.

## زندگی‌نامه
در ۲۹ مارس ۱۹۴۸ در آرماویر به دنیا آمد و از دانشگاه دولتی ایروان (۱۹۷۰) و دانشگاه دولتی مسکو (۱۹۷۳) فارغ‌التحصیل شد.